# 奇点理论
数学中，奇点理论（Singularity theory）研究的是几乎是流形而不是流形的空间。若忽略其厚度，绳子就可以作为1维流形的例子。把它揉成一团，丢在地上压扁，就能形成奇异点（singularity）：展平的弦在某些地方以近似X的形状交叉，这就是一种奇点——双点：一个点对应多个点的绳。也许，绳子也能在不交叉的情形下自交，就像带下划线的“U”，这是另一种奇异点。这种奇异点不稳定，只要轻轻一推，“U”的底部就会脱离“下划线”。
弗拉基米尔·阿诺德将奇点理论的主要目标定义为描述对象如何依赖于参数，尤其是参数发生微小变化时，属性会不会、如何突然变化。这些情形称作perestroika、分岔或灾变。对变化的类型进行分类、确定引发变化的参数集特征，是一些主要的数学目标。奇点可能出现在取决于参数的矩阵到波前等多种数学对象中。

## 奇点的产生
奇点理论中，奇点与奇点集的一般现象，是流形（无奇点空间）可能从多种途径获得特殊奇点这一概念的一部分。投影是其中一种方式，三维物体投影到二维空间（如人眼）中时，视觉效果非常明显；观看雕像时，褶皱是最明显的特征之一。这类奇点包括焦散，如泳池底部的光斑。
其他会出现奇点的方式是流形结构的退化。对称的出现是考虑轨形的好理由，这是在折叠过程中获得的有“角”流形，类似于餐巾纸的折痕。

## 代数几何中的奇点

### 代数曲线奇点
历史上，奇点最早出现在代数曲线的研究中。
{\displaystyle y^{2}=x^{2}+x^{3}}
在(0, 0)处的双点与
{\displaystyle y^{2}=x^{3}\ }

有双点的曲线

有尖点的曲线

在(0, 0)处的尖点有本质区别，从草图就能看出。艾萨克·牛顿对所有三次平面曲线进行了详细研究，这些例子就属于三次曲线的一般族。提出贝祖定理时，人们注意到在计算曲线的交点时，必须用重复度（如双点是2，尖点是3）来计数。
随后，只需定义代数簇的奇点的一般概念，即允许更高的维数。

### 奇点在代数几何中的一般位置
代数几何中的奇点原则上是最容易研究的，因为它们是多项式方程定义的，也是由坐标系定义的。可以说，奇点的“外在意义”没有问题，只是在“内部意义”上，环境空间中的坐标不能直接转换点上的代数簇。对这种奇点的深入研究最终产生了广中平祐关于奇点解消的基本定理（在特征为零的双有理几何中）。这意味着，通过“显然”的双点交叉来“消解”一段绳本身的简单过程，本质上没有误导性：代数几何的所有奇点都可作为某类非常普遍的坍缩（多重过程）来恢复。这一结果常被隐式地用于将仿射几何推广到射影几何：当仿射簇在射影平面中闭合时，它在无穷远处的超平面上会出现奇点，这完全是很典型的现象。也就是说，这种奇点可当成一种（复杂的）紧化，最终得到紧流形（即强拓扑，而非扎里斯基拓扑）。

## 光滑理论与灾变（catastrophe）
与广中平祐的研究几乎同时，勒内·托姆的灾变理论也受到了广泛关注。这是奇点理论的另一分支，以哈斯勒·惠特尼早期关于临界点的研究为基础。粗略地说，光滑函数的临界点是水平集在几何意义上形成奇点的地方。这一理论处理的是一般可微函数，不仅仅是多项式。作为补偿，只考虑稳定现象。可以说，自然界中任何被微小变化破坏的现象都不可见，可见的是稳定的现象。惠特尼已经证明，在变量数较少的情况下，临界点的稳定结构在局部上受到很大限制。托姆在此基础上结合自己早期的工作，创立了灾变理论，以解释自然界中的不连续变化。

### 阿诺德的观点
后来埃里克·克里斯托弗·齐曼传播的基本灾变理论引起了反响，吸引了弗拉基米尔·阿诺德等人。他将奇点理论一词广泛用于代数几何及惠特尼、托姆等人的研究成果，在文章中明确表示不喜欢过于强调这一领域的一小部分。关于光滑奇点的基础工作被表述为奇点上等价关系的构造以及芽。从技术上讲，这涉及射流空间上李群的群作用；用不太抽象的术语研究泰勒级数随变量变化的行为，用足够多的导数确定奇点。根据阿诺德的观点，其应用将体现在经典力学的几何形式——辛几何中。

### 对偶性
奇点在数学中造成问题的一个重要原因是，由于流形结构的失效，不再允许庞加莱对偶性。交上同调的引入是个重大进步，产生于用层恢复对偶性的尝试。最初的想法产生了诸多联系与应用，例如同调代数中的错致层概念。

## 其他可能含义
上述理论与数学奇点的概念并无直接关系，后者是指函数没有定义的点，参见孤立奇点、本质奇点、可去奇点。不过，复数域中微分方程奇点周围的单值性理论确实与几何理论有关。粗略地说，单值性理论研究覆盖映射退化的方式，而奇点理论研究流形退化的方式，两者是互相关联的。

## 脚注
1. ↑  Arnold, V. I. . www.newton.ac.uk. Isaac Newton Institute for Mathematical Sciences. 2000  [2016-05-31]. （原始内容存档于2024-02-29）.
2. ↑  Arnold 1992